# Metopina angustiterga
Metopina angustiterga är en tvåvingeart som beskrevs av Ronald Henry Lambert Disney och Mikhailovskaya 1998. Metopina angustiterga ingår i släktet Metopina och familjen puckelflugor. Inga underarter finns listade i Catalogue of Life.